# 扎斯塔瓦M93黑箭狙擊步槍
M93遠射程黑箭狙擊步槍（發音：Crna strela；以下簡稱：M93）是一系列由塞爾維亞克拉古耶瓦茨扎斯塔瓦武器公司開發和製造的現代軍用狙擊步槍（反器材步槍），有兩種不同設計，分別发射12.7×108毫米俄罗斯口徑（.50俄羅斯）和12.7×99毫米北約口徑（.50 BMG）的步枪子彈。
M93黑箭的旋转后拉式枪机設計是以毛瑟式操作系統作為基礎的，這被證明是一種自19世纪末以来一百多年的長期作戰歷史上最準確、最可靠的旋转后拉式枪机系統。

## 概述
設計M93步槍的主要目的是攻擊很遠距離、難以見到的目標，正因如此，該狙擊步槍只提供了光学瞄准镜作為瞄準具，並且以該狙擊步槍的接口連接。（放大倍率為8倍時，射程是1,800公尺，1,968.5碼，5,905.51英尺，1.12英里）當然，此槍亦可以安裝其他公司生產和可以連接上M93的各種瞄準鏡。
M93槍族在塞爾維亞和馬其頓共和國等多個國家進行過多種極端條件下的測試，並且成功在眾多的競爭對手之中中標。

## 設計和功能
M93槍族具有兩種口徑，分別是DShK口徑子彈型（12.7×108毫米俄羅斯口徑）和白朗寧口徑子彈型（12.7×99毫米北約口徑（.50 BMG））。
該狙擊步槍使用了旋转后拉式枪机、氣冷、可拆式彈匣供彈與固定的槍托。
其獨特之處就是：
- 出色的平衡性
- 裝上兩個彈簧緩衝器的槍托
- 協助射擊的槍口制退器（降低了62％的後座力）
- 槍托和護木以聚合物製成，以玻璃钢加固
- 可調節及折疊式設計的兩腳架—使步槍能夠接照掩體的尺寸進行調整以便掩護
- 手動槍機閉鎖—毛瑟式操作系統
- 槍機拉動時會沿著其機匣的全段長度向後拉動
- 重槍管的準確性和有潛力精確地發射高槍口能量的彈頭

## 使用國
- 亞美尼亞[1]
- 刚果民主共和国
- - 格魯吉亞武裝部隊[2]
- 印度尼西亞[3]
- 伊拉克库尔德斯坦
- 约旦[3]
- 利比亞
- 蒙特內哥羅
- 北馬其頓
  - 北馬其頓共和國軍隊（英语：Army of the Republic of North Macedonia）[4]
- 菲律賓
- 塞族共和國
  - 特別反恐單位
- 沙烏地阿拉伯
- 塞爾維亞[5]
- 斯里蘭卡[6]
- 南斯拉夫
  - 南斯拉夫人民軍[7]

## 流行文化

### 电子游戏
- 2012年—：命名為「Z93」，以5發彈匣供彈，可加裝消聲器、延長彈匣、增強變焦瞄準鏡和發光分劃瞄準鏡；解鎖衍生型為「AMR」，只有兩個附件，分別是延長彈匣和增強變焦瞄準鏡，發射爆炸穿甲彈。
- 2014年—：命名為「Z93」，以5發彈匣供彈，可加裝消聲器、延長彈匣、增強變焦瞄準鏡和發光分劃瞄準鏡；解鎖衍生型為「AMR」，只有兩個附件，分別是延長彈匣和增強變焦瞄準鏡，發射不可視爆炸式穿甲彈。

## 資料來源
1. ↑  .   [2010-10-28]. （原始内容存档于2013-05-10）.
2. ↑  . Georgian Army.   [2007-06-25]. （原始内容存档于2014-07-14）.
3. 1 2  .   [2011-07-05]. （原始内容存档于2013-06-03）.
4. ↑  .   [2010-12-12]. （原始内容存档于2010-09-22）.
5. ↑  Jones, Richard D. Jane's Infantry Weapons 2009/2010. Jane's Information Group; 35 edition（January 27, 2009）. ISBN 978-0-7106-2869-5.
6. ↑   (PDF).   [2014-10-25]. （原始内容 (PDF)存档于2014-12-21）.
7. ↑  .   [2007-05-10]. （原始内容存档于2007-05-11）.

## 外部連結
- （英文）—Official website of the manufacturer, Zastava Arms
- （英文）—Official webpage of the M93 Black Arrow sniper rifle
- （英文）—Modern Firearms—M-93 Black Arrow / Crna Strela .50 caliber sniper rifle （页面存档备份，存于）
- （英文）—Mitchell's Mausers
- （英文）—Review of Zastava M93 Black Arrow in American Rifleman
- （英文）—Weaponsystems.net—M93 Black Arrow （页面存档备份，存于）